# Иоаким II (патриарх Александрийский)
Патриарх Иоаким II (греч. Πατριάρχης Ιωακείμ Β΄; ум. после 1668) — Папа и Патриарх Александрийский и всего Египта (1666-1668)

## Биография
В январе 1638 года занял Косскую кафедру. В том же году 1638 года участвовал в Константинопольском соборе. С 1648 года данную кафедру занимал епископ Косма.
Планы царя Алексея Михайловича организовать суд над Патриархом Никоном, много сделавшим для усиления греческого влияния в России, были негативно восприняты многими иерархами православного Востока. Несмотря на настойчивые приглашения из Москвы в 1662—1665 годы, Константинопольский и Иерусалимский патриархи уклонялись от участия в рассмотрении дела Никона, однако Патриарх Александрийский Паисий и Патриарх Антиохийский Макарий III согласились принять участие в соборе, низложившем Патриарха Никона. Патриарх Константинопольский Парфений низложил обоих патриархов за самовольное оставление кафедр и возвёл на Александрийский престол Иоакима. В литературе в качестве даты поставления Патриарха Иоакима встречается 1665 год, однако эта датировка ошибочна. О поездке в Москву Макария Антиохийского в Константинополе могли узнать не раньше весны 1666 года. Решение о низложении обоих патриархов было принято одновременно, скорее всего весной-летом 1666 года, а в конце года о нём узнали в Москве.
Русское правительство было крайне заинтересовано в реабилитации Паисия и Макария, так как только в этом случае деяния Московского Собора 1666 года выглядели легитимно. В начале 1668 года вопрос о реабилитации опальных патриархов обсуждался московскими посланниками в Адрианополе с высшими должностными лицами Османской империи. 15 апреля султан «ради дружбы» с русским царём согласился санкционировать восстановление низложенных патриархов на их кафедрах и соответственно удаление Иоакима. 22 апреля 1668 года Мехмед IV издал распоряжение египетскому паше об обеспечении передачи управления Александрийской Церковью наместнику Паисия архидиакону Никифору. Известна и другая грамота султана, которая освобождала Паисия от всяких выплат по долговым обязательствам Патриарха Иоакима II, а самого Иоакима предписывала отправить в ссылку.
Русские посланники сообщали в Москву о том, что реабилитация низложенных патриархов не встретила поддержки у константинопольского клира, сочувствовавшего Патриарху Никону. Некоторые греческие церковные и политические деятели, в частности великий драгоман Панагиоти и будущий Патриарх Иерусалимский Досифей II Нотара, резко критиковали решение Парфения о возведении на Александрийский престол Патриарха Иоакима как превышение полномочий и недопустимое вмешательство в дела других поместной Церкви. Патриарх Парфений в грамоте русскому царю от 15 мая 1668 года оправдывал свой шаг давлением османских властей. Стремясь закрепить свой дипломатический успех, русское правительство в июне 1668 года обратилось к низложенному Патриарху Иоакиму, а 11 августа 1668 года к Патриарху Мефодию с грамотами, в которых изложило свою позицию. Патриарха Иоакима призывали добровольно уступить кафедру Паисию и предлагали ему приехать в Россию за милостыней для уплаты своих долгов.
Примечательно, что на сайте Александрийского Патриархата нет информации о Патриархе Иоакиме II, а в справке о Патриархе Паисии указано, что он занимал кафедру с 1657 по 1677 годы.